# Pantophthalmus kerteszianus
Pantophthalmus kerteszianus är en tvåvingeart som först beskrevs av Günther Enderlein 1914.  Pantophthalmus kerteszianus ingår i släktet Pantophthalmus och familjen Pantophthalmidae. Inga underarter finns listade i Catalogue of Life.